# 一无所有 (歌曲)
《一无所有》是一首1986年的普通话摇滚歌曲，由崔健創作詞曲並在1986年北京舉行的「紀念國際和平年百名歌星演唱會」上首次演唱。这首歌曲获得了很大的成功，被认为是中国摇滚乐的开山之作，而崔健也被称为“中国摇滚之父”。
无论是在歌词还是器乐两方面，《一无所有》都将包括陕北民歌在内的中国传统音乐形式与现代摇滚元素相融合。歌词内容是主人公在向一位嘲笑自己一无所有的女孩诉说，但也有观点认为其中表达了一种“屈辱，缺乏个性、财产和个人自由”的情绪，1980年代中国青年的“失落感和迷失感”。在1980年代“新启蒙运动”的大背景下，还有观点认为《一无所有》表达了人道主义和自由主义的理念，唤起听众的情绪和反叛意识，激发他们反抗既定秩序的勇气。
据多方描述，《一无所有》是1989年中国大陆“八九民运”期间抗议者广为传唱的歌曲之一，也成为了抗议学生的非正式用歌，主唱崔健也曾在六四事件期間前往天安門廣場現場表演過這首歌。而中國藝術研究院的孙伊认为，崔健的歌曲一直被赋予政治化的解读，遭到了过度的诠释。

## 历史背景
二十世纪七十年代末，西方的摇滚音乐在中国大陆逐渐流行起来。1970年代中期文化大革命结束后，中国政府开始施行改革开放政策，推动经济改革。许多学生和商人出国后，将西方的流行音乐带了回来。中国一些歌手开始表演流行的西方摇滚歌曲。:119
与此同时，中国大陆社会和政府都很快摒弃了毛泽东思想，所促进的经济政策也有了更多的资本主义取向:6。许多中国大陆的青少年和学生觉得政府已经放弃了自己的理想，对之感到幻灭:11-12。由于经济上的快速变化，许多人认为自己既没有机遇，也没有个人自由:95。这就是1986年《一无所有》出现时的历史背景。

## 音乐和歌词

### 音乐风格
崔健受到了诸如鲍勃·迪伦、披头士乐队、滚石乐队和Talking Heads之类西方艺术家的很大影响，1980年代末他甚至还模仿了约翰·列侬的发型:7。在包括《一无所有》在内的多首歌曲中，他特意将中国传统乐器与电吉他之类摇滚乐元素混合:9，尤其是间奏穿插了刘元演奏的唢呐独奏。他还特意将自己的音乐风格与毛泽东统治下的文化大革命时期常见的革命歌曲和无产阶级戏曲相脱离，例如，他演奏自己的曲目时会非常大声，音量高达150分贝，而原因不过是因为毛泽东曾认为大声的音乐会扰乱社会秩序:10。
《一无所有》经常被称为是西北风的开山之作，后者是一种于1980年代诞生于中国西北地区的音乐风格:152，融入了陕北民歌的特点。不过，崔健本人认为这是一首“纯粹”的摇滚歌曲:165。

### 歌词和含义
整首歌曲形式上是向一位身份不明的女孩演唱，询问对方“你何时跟我走”，并哀叹她嘲笑自己“一无所有”:16。他向女孩表示愿意给她自己的追求和自由，“脚下这地在走，身边那水在流”，但换来的仍然只是嘲笑:16。他问起对方为何总是“笑个没够”，为何他“总要追求”，难道自己在她面前“永远是一无所有”:16。最后，他告诉女孩，自己已经“等了很久”，现在想提出“最后的要求”，希望能“抓着你的双手，你这就跟我走”:16。这时他看到她“的手在颤抖”而且“泪在流”，他最后再问起对方为什么会有这样的反应：“莫非你正在告诉我，爱我一无所有”:16。
不同的听众对这首歌曲的含义有不同的理解，对作者崔健而言，《一无所有》只是一首简单的情歌，但他也指出歌曲中有着对个人自我的强烈追求。一些人认为歌中表达的是爱情和欲望，还有一些非中华人民共和国人士认为歌曲中包括政治隐喻，将中国喻为其中的女友:301:94:17。佛罗里达大学学者乔纳森·马图赛兹（Jonathan Matusitz）认为，这首歌表达了政治上较为敏感，且无法通过其它任何媒体表达的理念:2。这种解读认为，歌曲开始不久后的歌词“我曾经问个不休/你何时跟我走/可你却总是笑我/一无所有”是在对一种“屈辱，缺乏个性、财产和个人自由”的情绪表达:16，一种1980年代中国青年的“失落感和迷失感”:297。民族音乐学者蒂莫西·布雷斯（Timothy Brace）指出，对这首歌曲歌词的一种常见分析就是，“一个男孩对女友所说的话，就像年轻一代想对其祖国说的话一样。” 布雷斯认为，这种歧义来源于歌曲名称《一无所有》，从词组结构上来说，这是一个常见的成语，字面上的意思是“什么都没有”，但是从一句表达来看，这句话没有主语，所以就既可以认为其指的是“‘我’一无所有”，这时这首歌就是有关两个人之间的交流；也可以是“‘我们’一无所有”，这时歌曲就有了社会评论的高度。:121:154
复旦大学教授、人文学院副院长陈思和在《中国当代文学史教程》中认为，《一无所有》是崔健早期摇滚作品的代表作，与其他早期作品一样表达了觉醒的个体在“长征路”上或正要“上路”的情形，表达了一个文化反抗者追寻个性的艰苦历程。他指出，歌曲的核心主题是“否定”，对过去、历史与现实的否定产生了“一无所有”的情境。李皖称歌曲是崔健“突然爆发的呐喊”，其内容与当时刚走出文革的中国民众思想状况吻合。他认为，老一辈人经过了文革的幻灭，建国三十年坚持的信仰和理想从此不复存在；对年轻一代人而言，小时候接受的价值观崩解，使他们陷入了巨大的空虚感中，经过了追寻“伤痕”和“反思”以後面对的价值真空将它们置于迷惘的十字路口，对现实产生了焦虑与困惑。北京师范大学文学院教授赵勇认为，改革开放开始以后，面对东西方文化的冲撞，中国民众受到了刺激和唤醒，加深了物质与精神上的赤贫感。《一无所有》与这样的心境产生共鸣，让听者产生了巨大的震撼。
在歌词的解读方面，克莱格·卡尔胡恩（Craig Calhoun）认为，歌词中的主人公担忧女孩不会和自己在一起，因为自己一无所有，而这首歌的听众，1980年代的年轻人——无论学生还是工人——也有同样的困扰，他们没有结婚所需要的资源，没有足够的时间、机会和金钱来与男友或女友在一起，也没有吸引异性的本钱:95。马图赛兹认为，歌词中还表达了西方的个人主义理念:4，是中国大陆最早宣传自我表达和赋权的流行歌曲之一，这也让《一无所有》与之前强调纪律和服从的老音乐作品形成了鲜明的对比:11-12。马修·科尔宾·克拉克（Matthew Corbin Clark）认为，在歌曲的后半段中，主人公自信地向女孩宣称“我要抓起你的双手”，而对方也会“你这就跟我走”，歌曲的最后他还求证似地说：“莫非你是正在告诉我/你爱我一无所有”。在一定程度上，这表明歌曲的理念是“爱情无可匹敌”，但也有观点认为歌词中表达了一种酒神狄俄尼索斯式的异端理念：应用得当可以带来快乐，但若不当则也会引发负面效应，还混合着爱情和年轻气盛的威胁和暗示:72。

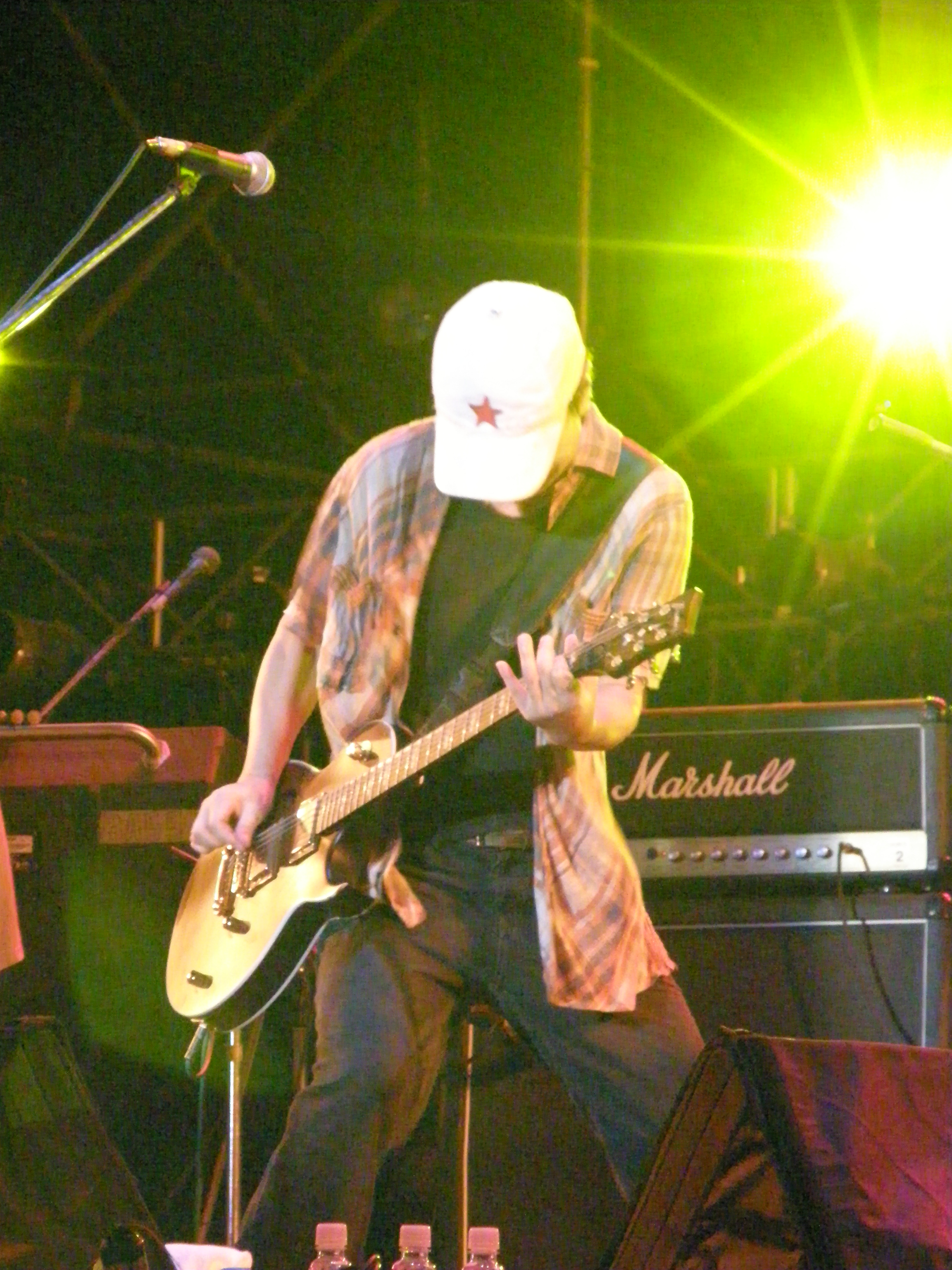
崔健

马图赛兹认为，就像崔健会将中国传统乐器与西洋乐器结合创造出新的音乐形式一样，《一无所有》的歌词中也存在着中国传统文学中的比喻修辞手法。如“脚下的地在走/身边的水在流”这两句歌词，让人联想起中国古典诗歌和雅乐中的自然意象。马图赛兹指出，在这首歌词的意境下，其着眼点是“要唤起听众的情绪，激发他们反抗既定秩序的勇气”。:17-18
崔健在多年后接受采访时称：“创作《一无所有》实际上很简单。写这首歌的时候没什么，我甚至都快忘了”，创作契机是为了参加百名歌星演唱会而想写一首新歌，因为以往的作品“可能不大合适”，于是便“随便写了首歌”，写完音乐填词後选择了最能代表整首歌词的“一无所有”作为标题。他当时的女朋友也说：这首歌是给她写的。崔健表示当时女友就常嘲笑自己一无所有。他不想谈论过去，但也表明了自己的坚持：“我觉得我们一开始就是在谈论自我的东西，有些人算过我的专辑里的‘我’字，大概一张专辑里出现了150多个‘我’字。人们在传统的作品中很少谈论个人的情景。中国传统思维方式中，谈论过多的‘我’好像是一种自私，甚至要‘忘我’，实际上‘我’不能谈太多，在某种程度上也是一种道德教育或尊重他人的习惯。但是你要是不真实地对待自己，有可能长期的习惯就会导致别人、历史传统经验灌输给你的知识，让你认为自我没有价值。”2009年《北京青年报》的这篇文章中也认为：坚持自我的个性，坚持独立的思考、表达，坚持对自身和现实的审视，这是崔健的音乐带给那个时代的年轻人最重要的精神力量。而中國藝術研究院孙伊则在《搖滾中國》中认为，崔健一直试图淡化自己歌曲中的意识形态色彩，但他的歌曲一直不断地被加以政治化的解读，产生“错位”解读、“过度诠释”乃至“误读”。

## 发行和影响
崔健亲自创作了这首《一无所有》:152。1986年5月9日，在北京工人体育场举行的“国际和平年”首届百名歌星演唱会上，崔健首次在公众面前演唱了这首摇滚歌曲。这个演唱版本被收录在同年7月出版的演唱会拼盘音带《让世界充满爱》中。歌曲一炮打响，崔健也成为城市青年心中的偶像人物:164。这是中国大陆最早的非进口摇滚音乐作品之一:4。1988年，中国中央电视台通过卫星传送直播崔健《一无所有》的现场演唱，作为当年汉城奥运会前夜特别节目向全球播出。虽然歌词中存在政治上的敏感信息，但中国政府官方媒体《人民日报》还是给予其正面评价:116。1989年3月，《一无所有》获得《人民日报》中国国际文化交流中心举办的“新时期十年金曲奖”。歌曲包含在崔健1989年的专辑《新长征路上的摇滚》中，由中国旅游音像出版社出版，在中国大陆、香港、台湾出版发行，中国大陆以外的发行版名为《一无所有》:58。
对于这首歌曲在当时产生的社会影响，崔健认为：“我觉得音乐的内容与形式应该是统一的，这就是表现社会问题。其实我当时的《一无所有》就象化学反应，因为社会有接受这种反应的基础，人们常年的生活压抑、没有发泄通道的情绪会通过这样一首突然的歌得到释放，产生了反应效果。如果拿到现在来发表这首歌，我估计没有理睬。那个时代正好被人赶上了，因为我们是第一代尝试自由创作的音乐人，我写《一无所有》完全是出于无意，就是现在，哪怕我想有意写这首歌，那效果也远远不如当时。” 
崔健曾在1989年的六四事件期间在天安门广场现场表演过这首歌:292。马图赛兹认为，他与其他几位艺术家在这一事件期间的表演是“一场在几天时间里震撼了整个国家的革命”，许多抗议者通过演唱《一无所有》来表达自己反抗政府的呼声和对个人自由和自我表达的渴望:11-12:55。这首歌曲成为了一首青年运动的“战歌”和“圣歌”:1。蒂莫西·布雷斯形容当崔健在天安门广场表演时，学生们“跳起来并开始歌唱”，而在此以前，中国大陆的音乐演出中很少会出现这样的情景:122。1990年，崔健发起“为亚运会集资系列义演”，从北京开始，在郑州、西安、武汉、成都等中国大陆多个城市进行表演。前几场表演场场爆满，经过经纪人王晓京与亚运会组织委员会调停，《一无所有》、《最后一枪》等可能有争议的歌曲也得以出现。但6月份开始后，亚组委要求停止演出，理由是“现场煽动性太强”，“怕活动人多的时候被坏人利用，给亚运会抹黑”。亚运巡演后不久，崔健被封杀，“无法拿到在北京进行大型演出的批文，也无法出现在电视上”。只能在北京以外进行表演活动。自从1993年在北京首都体育馆举行大型个人演唱会（“北京崔健演唱会”）以後，再没有在北京举行大型演出的机会。直至2005年，崔健才得以再次在北京向大群观众进行表演。
崔健此后被称为“中国摇滚之父”，《一无所有》也成为他最有名的歌曲:120，并一度被称为是“中国历史上最具影响力的作品”和中国摇滚乐的开山之作。
2009年，《一无所有》被收入台湾时报出版社与中华音乐人交流协会联合推出的《台湾流行音乐200最佳专辑》中。《台湾流行音乐200最佳专辑》收录了100多位专业人士评选出的，在1975年至2005年之间，在台湾出版的华人流行音乐专辑中最佳的200张专辑。

### 翻唱
1988年，香港歌手徐小凤首唱改编自《一无所有》的粤语歌曲《真爱又如何》。在当年TVB举办的香港小姐竞选决赛的压轴表演中，她演唱了这首歌曲。
1989年，香港乐队Beyond在北京演唱会也有翻唱这首歌。
1999年，台湾歌手齐秦也有翻唱这首歌，并且收录在《齐秦的世纪情歌之迷》翻唱专辑。
2002年，台湾歌手张惠妹在A级娱乐巡回演唱会也有翻唱这首歌。
2007年，丹麦摇滚组合迈克学摇滚将《一无所有》重新填上英文歌词，以《孤独行》（I Walk This Road Alone）为名重新演绎，并以此为他们的专辑名。
2013年，台湾歌手顺子在我是歌手第一季帮唱彭佳慧时，把一无所有和酒干倘卖无串联在一起。
2014年，香港歌手邓紫棋在我是歌手第二季总决赛翻唱了这首歌的片段，最后获得第二名成绩。
2016年，台湾歌手徐佳莹在我是歌手第四季也有翻唱这首歌。
2018年，内地歌手腾格尔在围炉音乐会翻唱这首歌，台灣歌手許茹芸，以鐵扇奧特曼的身分，在蒙面歌王第一季翻唱柔情版。